# Jeff Stans
Jeff Stans (* 20. März 1990 in Vlaardingen, Südholland) ist ein niederländischer Fußballspieler. der auf der Position des Mittelfeldspielers spielt.